# Orkaan Allen
Orkaan Allen was een tropische cycloon die op 31 juli 1980 ontstond uit een tropische golf. Allen was de sterkste orkaan van het Atlantisch orkaanseizoen van 1980. Ook is Allen de sterkste orkaan tot op heden met windsnelheden van 305 km/h en een periode van 72 uur als een orkaan van vijfde categorie.

## Ontstaan en ontwikkeling
Op 30 juli trok een tropische golf vanaf de Afrikaanse kust westwaarts en op 31 juli hadden zich ten zuidwesten van de archipel Kaapverdië twee circulatiecentra gevormd in de tropische onweersstoring, zodat het systeem promoveerde tot tropische depressie 2. Op 2 augustus promoveerde tropische depressie 2 tot tropische storm Allen en enkele uren later tot orkaan Allen. Allen bewoog zich gedurende een groot deel van zijn levensduur zeer snel voort; met gemiddeld 20 knopen, ofwel 37 km/h. Allen naderde de Bovenwindse Eilanden zeer snel en bereikte de derde categorie op 4 augustus, voordat hij met windsnelheden tot 204 km/h en een minimale druk van 951 mbar passeerde tussen Saint Lucia en Barbados. Allen draaide vervolgens meer naar het westnoordwesten en bereikte op 5 augustus, halverwege Puerto Rico en Aruba, Bonaire en Curaçao voor de eerste keer de vijfde categorie. Daarmee was hij de vroegste orkaan van de vijfde categorie, totdat orkaan Emily in 2005 bijna drie weken van dit record afhaalde.
Later die dag lag Allens centrum ten zuiden van het zuidwestelijke schiereiland van Haïti en verzwakte hij iets, doordat zijn circulatie over Jamaica en het bergachtige gebied van Hispaniola trok. Daarna zette Allen een westelijkere koers in, richting de Straat Yucatan. Boven het warme water van de Caraïbische stroom won Allen opnieuw aan kracht en bereikte voor de tweede keer de vijfde categorie en zijn hoogtepunt met windsnelheden tot 306 km/uur en een minimale druk van 899 mbar. Samen met orkaan Camille uit 1969 was Allen daarmee de orkaan met de hoogste windsnelheden in het Atlantisch gebied. Dit was op dat moment de laagste druk ooit waargenomen in een tropische cycloon van het Atlantisch gebied. Toen wendde Allen westnoordwestwaarts en verzwakte opnieuw door interruptie van zijn circulatie met het schiereiland Yucatán. Op 8 augustus bereikte Allen voor de derde keer de vijfde categorie boven de Golf van Mexico. Daarmee is Allen een van de drie orkanen, die driemaal de vijfde categorie bereikten, samen met orkanen Isabel en Ivan.
De westnoordwestelijke koers van Allen was een gevolg van een omvangrijk hogedrukgebied, dat zich uitstrekte van de Azoren tot het zuidoosten van de Verenigde Staten. Toen Allen boven de Golf van Mexico kwam, verzwakte de westelijke rug van het hogedrukgebied enigszins, maar dit was te weinig om Allen naar het noorden te laten afbuigen. Wel was er effect op de snelheid waarmee Allen zich voortbewoog: hij vertraagde zich nu en nam ook in kracht af, terwijl hij de zuidkust van Texas naderde. Op 10 augustus landde Allen met windsnelheden van 185 km/uur en een minimale druk van 945 mbar net ten noorden van Brownsville, Texas. Allen kwam diep in het Mexicaanse binnenland terecht, voordat hij verzwakte tot tropische storm en tropische depressie op 11 augustus boven Coahuila en Chihuahua. Allen verdween ten slotte boven de Oostelijke Sierra Madre van Chihuahua. Allen was een klassieke orkaan van het Kaapverdische type, die destijds records vestigde. Hij was ook een zeer catastrofale orkaan en eiste 290 mensenlevens en veroorzaakte een schade van $1 miljard ($2,6 miljard na correctie wegens inflatie in 2005).
Op Barbados richtte Allen $1,5 miljoen schade aan en beschadigde 500 huizen. Er vielen op Barbados geen slachtoffers. Op Saint Lucia vielen 27 slachtoffers en op Guadeloupe een. De meeste schade richtte Allen aan in Haïti, waar 220 mensen het leven lieten, waarvan 41 in de hoofdstad Port-au-Prince. De schade in Haïti was $400 miljoen (niet gecorrigeerd) en 50% van de koffieoogst werd vernietigd. In totaal werden 835.000 mensen dakloos, waarvan 1200 in Port-au-Prince. Op Cuba vielen 3 slachtoffers, maar over de schade is weinig bekend, evenals de schade op de Kaaimaneilanden, waar geen slachtoffers vielen. In Texas vielen zeven slachtoffers. In Louisiana lieten 17 evacués van een booreiland het leven toen hun helikopter verongelukte. In Austin veroorzaakte Allen een windhoos, die een schade van $100 miljoen aanrichtte; de duurste tornado die ooit door een tropische cycloon werd voortgebracht. In het Texaanse Port Mansfield werd een stormvloed waargenomen van meer dan 3,60 m. Na het seizoen werd de naam Allen geschrapt en vervangen door Andrew.